# Sandino (Film)
Sandino ist eine chilenisch-spanische Filmproduktion des chilenischen Regisseurs Miguel Littín, der 1989 in Mexiko, Nicaragua und Spanien gedreht wurde und das Leben des nicaraguanischen Guerillaführers Augusto César Sandino zum Inhalt hat. Die deutsche Fassung wurde unter dem Synchrontitel Sandino – ein Leben für Nicaragua erstmals am 21. November 1995 auf SAT 1 ausgestrahlt.
Der Film wurde 1990 auf dem Festival Internacional del Nuevo Cine Latinoamericano in Havanna außer Konkurrenz aufgeführt. Deutsche Erstausstrahlung unter dem Titel Sandino – ein Leben für Nicaragua: SAT 1, 21. November 1995.

## Handlung
In der Aufblende erhält der Zuschauer durch eine Texttafel Informationen über den nicaraguanischen Bürgerkrieg von 1927. General Augusto César Sandino, Mitglied des liberalen Heeres, weigert sich, den Waffenstillstand zwischen der konservativen und der liberalen Bürgerkriegspartei zu unterzeichnen.
In einer Rückblende in das Jahr 1895 wird Sandinos Geburt gezeigt. Seine Mutter ist die Landarbeiterin Margarita Calderón, die bei seinem Vater, Don Gregorio Sandino, beschäftigt ist. Kurz darauf wird sein zweiter, ehelicher Sohn Socrates, geboren. Zeitsprung, ca. 1898. Sandinos Mutter wird verhaftet. Zeitsprung, ca. 1902. Don Gregorio bringt Sandinos Mutter, Margarita Calderón, dazu, das Dorf Niquinohomo zu verlassen. Augusto wohnt jetzt mit im Hause des Vaters.
Filmische Gegenwart, 1928.  Der amerikanische Journalist Tom Holte wohnt in einem Hotel in Nicaraguas Hauptstadt Managua und schreibt Sandinos bisherige Lebensgeschichte. Rückblende, ca. 1905. Augusto besucht einen Schmied. Er zeigt ihm den Lehm, der gebrannt werden soll, und den Ofen. Er erklärt Augusto: Lehm und Feuer sind Metaphern für Nicaragua.
Managua 1928. In der amerikanischen Botschaft wird ein Ball gegeben. Holte verschafft sich unter Hinweis auf seinen Pressestatus Zutritt. In einem Gespräch mit dem amerikanischen Militärattaché diskutiert er, ob Sandino ein Bandit, ein Fanatiker oder Rebell ist. Für den Amerikaner ist er ein Bandit. Ein Erdbeben bricht aus; das Fest wird kurzfristig unterbrochen. Ein Telegramm trifft ein. Captain Hatfield vom United States Marine Corps meldet, dass er Sandino bei einem Gefecht getötet hat. Holte besucht daraufhin den Redakteur der Zeitung  „La Nueva Prensa“. Dieser hält Sandino für einen Patrioten, doch darf seine politische Ansicht wegen der Zensur nicht öffentlich äußern. Holte beschließt, Sandino zu suchen und zu überprüfen, ob er tatsächlich tot ist.
Holtes Freundin Rossana bringt ihn im Auto zu einer Fähre. Er will über den Nicaragua-See, um Sandino auf der Ostseite des Sees zu treffen. Am anderen Seeufer trifft Holte einen Kundschafter. Die amerikanischen Marines ziehen auf ihrer Suche nach Sandino in ein Dorf ein und brennen es nieder. Ihr Leutnant beschimpft einen kleinen Jungen als Affen. Kurze Zeit darauf erreichen Holte und der Kundschafter das zerstörte Dorf; Holte registriert schockiert das brutale Vorgehen der Marines. Beide reisen weiter in das Hauptquartier von Sandino, El Chipote, wo sich Holte und Sandino kennenlernen und sofort anfreunden.
Rückblende, Oktober 1912. in der Kleinstadt Masaya zwischen Managua und Granada. Der nun 17-jährige Sandino sieht, wie die Leiche des liberalen Rebellen Benjamín Zeledón, der gegen die amerikanischen Okkupationstruppen gekämpft hat, mit einem Pferd von den Konservativen durch die Straßen der Stadt geschleift wird. Sandinos Vater Gregorio, Mitglied der Liberalen Partei, unternimmt nichts dagegen, wogegen der junge Augusto protestiert. Der Schmied fragt, wer den Stein aufnehmen wird, den Zeledón geschleudert hat, um Nicaragua zu retten.
In einem Hutgeschäft, vermutlich 1926. Sandino betrachtet sich im Spiegel mit seinem neuen riesigen Sombrero, der später einmal sein Markenzeichen werden wird. Er reitet in ein Dorf und sucht eine Kneipe auf. Die Wirtin, Teresa, findet ihn sympathisch. Es entspannt sich eine Schlägerei zwischen Konservativen und Liberalen. Als Wachen kommen, gibt es Explosionen. Sie stammen von Francisco Estrada, einem Liberalen, der seinen Parteigängern und Sandino die Flucht ermöglichen will. Teresa verlässt ihren Mann, um mit Sandino zu gehen. Sie bekommen Waffen, doch sind diese von schlechter Qualität. Sandino spendet  3.000 Dollar aus seinen Ersparnissen, um neue Waffen zu kaufen, die von einem liberalen Parteigänger, Umanzor, überbracht werden.
Gegenwart 1928. Sandino stellt Holte seine Mitkämpfer vor. Die amerikanische Öffentlichkeit soll durch Holte erfahren, was in Nicaragua vorgeht. Ein Bote überbringt eine Siegesnachricht aus der Kleinstadt San Rafael del Norte, das ein Kommandeur von Sandino angegriffen hat. Bei der Siegesfeier trifft Sandino auf die Telegrafistin Blanca Arrauz. Er verliebt sich in sie, obwohl Teresa seine Lebensgefährtin ist. Sie heiraten. Teresa ist zwar wütend, bleibt aber Sandino gegenüber loyal.
Eine neue Waffenladung trifft ein. Blanca muss als Telegrafistin in San Rafael del Norte bleiben, obwohl sie Sandino begleiten will. Auf einem Bahnhof, vermutlich in Managua, werden die Marines unter ihrem religiös-fanatischen Kommandeur Hatfield verabschiedet. Sie sollen Sandino im Norden Nicaraguas in Ocotal schlagen. Die Marines  besetzen Ocotal, Sandino wird als „Outlaw“ geächtet. Captain Hatfield will, dass die neugegründete Nationalgarde (Guardia Nacional de Nicaragua) an vorderster Front kämpft. Hatfield sieht den Kampf gegen Sandino als persönliche Angelegenheit an, er will dessen „schwarze Seele“. Sandino greift  in der Nacht Ocotal an. Die Marines geraten in eine  katastrophale Lage, Hatfield betet und erfleht Luftunterstützung. Verhandlungen lehnt Hatfield ab, auch wenn die Stadt dabei abgebrannt wird. Amerikanische Bomber greifen in die Kämpfe ein. Sandino wird durch einen Bombensplitter verwundet. Seine Truppe muss sich nach El Chipote zurückziehen.
Blanca wird wegen einer Nachschublieferung  verhaftet und ins Gefängnis nach León gebracht. Sandino unterhält weiterhin eine Beziehung mit Teresa. Eine konservative Frauengruppe will Blanca überreden, Sandino zum Preis ihrer Freiheit zu verraten, doch sie bleibt ihrem Ehemann gegenüber loyal. Sandino entschließt sich nun zum Guerillakrieg. Er erhält Besuch von dem salvadorianischen Kommunisten Farabundo Martí, der ein Geschenk der Kommunistischen Partei Mexikos mitbringt; einen Sattel mit dem Emblem von Hammer und Sichel. Sandino ist über das luxuriöse Geschenk empört. Statt Hammer und Sichel hätten man besser zwei Macheten als Symbol benutzen sollen.
An einem Fluss wird den Marines ein Hinterhalt gelegt. Sie werden niedergemetzelt, auch der Leutnant, der das Dorf niedergebrannt hatte, fällt. Die Leichen werden geplündert. Sandino sendet seinen Bruder Socrates zu Holte nach New York City, damit dieser weiter über Nicaragua berichtet. Die Marines finden die aufgehängten Leichen ihrer Kameraden. Sandino ist entsetzt über die Barbarei seiner Untergebenen. Hatfield wird abgelöst, die Särge mit den Gefallenen nach Hause geflogen.
Der Kommandeur der Nationalgarde, Anastasio Somoza Debayle, fordert die Entlassung von Blanca aus dem Gefängnis. Er spekuliert auf einen Konflikt zwischen Sandino und Blanca sowie Teresa. Blanca wird entlassen und kehrt zu Sandino zurück, Teresa geht. Bomber greifen El Chipote an. Sandino und seine Anhänger fliehen an die Atlantikküste. Die Marines finden lediglich Puppen, die Sandino als Attrappen benutzt hat. Somoza überzeugt die Amerikaner von ihrem notwendigen Abzug aus Nicaragua, wodurch Sandino die Legitimität für seinen Kampf genommen werden würde.
In Managua wird ein Friedensvertrag zwischen dem liberalen Präsidenten Sacasa und Sandino geschlossen. Holte will ein Interview mit Somoza, doch dieser weicht ihm aus. Holte fährt mit einem Kanu zu Sandino an die Atlantikküste. Die Nachricht von Blancas Niederkunft trifft ein. Sandino fährt zu ihr. Sie gebiert mit seiner Hilfe eine Tochter, doch Blanca stirbt. Sandino kehrt in den Dschungel zurück und erklärt Holte den Plan vom Aufbau einer Kooperative. Er ist jedoch skeptisch und fürchtet, dass seine Landsleute und nicht die Amerikaner ihn umbringen könnten. Holte soll daher mit Präsident Sacasa reden. Währenddessen intrigiert Somoza in Managua gegen Sandino.
Sandino kehrt für einen Empfang beim Präsidenten nach Managua zurück. Der Zeitungsredakteur erklärt Holte und Rossana, dass Sandino unter den neuen politischen Bedingungen keine Chance besitzt. Holte versucht erneut, Somoza zu erreichen, doch dieser hält ihn hin. Präsident Sacasa empfängt Sandino und einige seiner Offiziere, seinen Vater Gregorio und Sandinos Bruder Socrates. Sandino droht mit einem Aufstand, falls keine Zusicherungen für die Sicherheit seiner Leute gegeben werden. Nach der Feier werden Sandino, sein Vater und zwei Begleiter von der Nationalgarde an einer Straßensperre abgefangen und verhaftet. Rossana und die Tochter des Präsidenten beobachten den Vorfall und warnen Sacasa, doch die Nationalgarde hat bereits den Regierungspalast abgeriegelt. Somoza hat Holte zu einem Rezitationsabend mit bekannten Künstlern eingeladen. Sandino und seine zwei Begleiter werden vom Vater getrennt und abgeführt. Das Haus von Socrates Sandino wird von der Nationalgarde überfallen; er stirbt im Feuerhagel. Sandino und seine beiden Begleiter werden exekutiert. Die Leichen werden begraben, das Grab bleibt anonym. Holte zitiert einen Traum Sandinos, in dem Nicaragua vom Meer verschlungen wird.

## Historischer Hintergrund und filmische Realität
Der Film kolportiert ein romantisches Porträt Sandinos als makellosem Helden, das dem sandinistischen Geschichtskanon der Produktionszeit von 1989 entspricht. Aufgrund der komplizierten Erzählstruktur, vor allem die zahlreichen Rückblenden in den Zeitraum von 1895 bis ca. 1926 bleibt der Film Zuschauern, die nicht in Grundzügen mit der nicaraguanischen Geschichte von ca. 1900 bis 1934 vertraut sind, praktisch unverständlich. Der amerikanische Journalist Tom Holte ist eine Kunstfigur, deren dramaturgische Funktion darin besteht, für ein nicht-nicaraguanisches Publikum Sympathien für den historischen Sandino zu erzeugen. Sie ist angelehnt an den amerikanischen Journalisten Carleton Beals (1893–1979), der 1928 Sandino in Nicaragua aufsuchte und Interviews mit ihm führte.

## Drehorte
Die Außenaufnahmen entstanden zum Teil in Sandinos Geburtsort Niquinohomo sowie in Corinto, Granada, Managua und einigen mexikanischen Ortschaften.

## Rezeption
Trotz des großen Produktionsaufwands ist bislang weder bekannt, in welchen Ländern der Film außer in Spanien, Chile, Italien und Deutschland öffentlich aufgeführt bzw. ausgestrahlt, noch wie er rezipiert wurde.
Das Lexikon des internationalen Films urteilte: „Aufwendig produzierter Kriegsfilm mit großer Besetzung, der eindeutig Stellung für die Widerstandskämpfer bezieht.“